# Кингстон (Масачусетс)
Кингстон (енгл. Kingston) насељено је место без административног статуса у америчкој савезној држави Масачусетс.

## Демографија
По попису из 2010. године број становника је 5.591, што је 211 (3,9%) становника више него 2000. године.
| Група             | 2000.         | 2010.         |
| Белци             | 5.173 (96,2%) | 5.307 (94,9%) |
| Афроамериканци    | 73 (1,4%)     | 72 (1,3%)     |
| Азијати           | 30 (0,6%)     | 44 (0,8%)     |
| Хиспаноамериканци | 26 (0,5%)     | 60 (1,1%)     |
| Укупно            | 5.380         | 5.591         |